# زنگ‌آوای اتیوپی
زنگ‌آوای اتیوپی (نام علمی: Laniarius aethiopicus) نام یک گونه از سرده زنگ‌آواها است.